# Tuzköy
Tuzköy (türkisch für Salzdorf) ist ein Dorf in der Türkei mit 2345 Einwohnern. Es liegt im Landkreis Gülşehir in der Provinz Nevşehir. In der Türkei ist es als "Krebs-Dorf" bekannt.

## Häufung von Krebserkrankungen
In Tuzköy kommt das Mineral Erionit vor, welches karzinogen ist und zu einem Mesotheliom führen kann. In Tuzköy ist dies die häufigste Todesursache. Es wird vermutet, dass die Bewohner erkranken, da sie den gefährlichen Staub der Steine, mit welchen ihre Häuser gebaut sind, einatmen. Die Inzidenz eines Mesothelioms ist im Vergleich zur übrigen Türkei ca. 600 – 800 mal größer.
Es wird angestrebt, das gesamte Dorf in ein eigens dafür errichtetes neues Dorf umzusiedeln und das ursprüngliche Dorf mit einer Schicht Erde, Schutt o. ä. zu bedecken.